# Антиклиза
Антиклиза (от анти... и на старогръцки: κλισις – „наклонение“) е обширно полегато издигане на земната кора в пределите на платформите, явяващо се в противоположност на синеклизата. Антиклизите имат неправилни очертания и напречните им размери достигат до няколкостотин km. Наклонът на пластовете по периферията се измерва чрез ъглови градуси. Антиклизите се развиват продължително геоложко време (десетки и стотици милиони години) и продължават по няколко геоложки периода. Вследствие на това в сводовите им участъци мощността на седиментните пластове изтънява, като често отсъстват цели геоложки серии, които обаче са развити в съседните синеклизи. Тук фундаментът на платформата заляга на малка дълбочина, а понякога даже излиза на повърхността. Примери за антиклизи в Руската платформа са Волго-Уралската, Воронежката, Белоруската, а в Сибирската платформа – Анабарската.